# Средногорие (физикогеографска област)
Вижте пояснителната страница за други значения на Средногорие.
Средногорието е система от планини в България и физикогеографска област в Старопланинската зона. 
Тя е разположена южно от Стара планина, приблизително успоредно, между Задбалканските котловини и Краище-Тунджанската зона. Според морфологичните си и хидрографски характеристики се разделя на западна, централна и източна част.
Включва планините Гребен, Завалска, Вискяр, Люлин, Витоша, Плана и Средна гора и възвишенията Бакаджиците и Хисарските възвишения. Те са резултат на нагъване на земните пластове през мезозоя и застиване на магма между седиментните словеве. Лаколитната куполообразна форма на Витоша е един типичен пример.

## Климат
Климатът на Задбалканските котловини се формира под влиянието на тяхното географско положение (в съседство с верижното простиране на Стара планина и Средна гора), морфографското им изражение и тяхната орографска затвореност. Всичко това оказва влияние върху трансформацията на нахлуващите въздушни маси с различен произход и физични свойства. Задбалканските котловини попадат в две климатични области. Западната част на котловините е в обсега на умереноконтиненталната област, а източната част в преходно-континенталната област. Средните януарски температури в западната част са отрицателни (до −2 °С), а в източната част на по-ниските и отворени на юг котловини те са от 0 до 1 °С. Характерно явление през зимния сезон са температурните инверсии. Проявяват се най-често в западните котловини, както и в Казанлъшката котловина. Средните юлски температури в западните котловини са 18 – 20 °С, а в източната част – от 20 до 23 °С.
Средните годишни температури са от порядъка на 10 – 12 °С. Средногодишната температурна амплитуда намалява от запад на изток и е 21 – 23 °С. Годишните валежни суми, поради валежната сянка са малко (570 – 690 mm). Най-много валежи падат през летния сезон, а най-малко през зимата. Наред с това са характерни и някои териториални промени в техния режим. В западната част минимумът на месечните валежни суми е през февруари, а в източната част той се проявява през март. Освен това разликата между зимните и летните валежи е два пъти по-малка в източната част, отколкото в западната част. По този начин сезонните валежни суми в източната част са значително по-изравнени, поради преходно-континенталното климатично влияние.
За Задбалканските котловини са характерни проявата на падащите ветрове, откъм Старопланинската ограда и фьоновият ефект по южната периферия на някои котловини.

## Релеф
Образуването на планините от Средногорието е подобно на образуването на Стара планина и Предбалкана.
Средна гора е разположена успоредно на Стара планина между долините на река Искър и река Тунджа. Въз основа на морфографски различия тя се разделя на три части: Ихтиманска, Същинска и Сърнена гора. Най-висок дял е Същинска Средна гора с най-висока точка връх Богдан (1604 m).
Голямото вертикално разчленение на Средногорието обуславя развитието на денудационно-гравитационните форми – главно срутищата. Ерозионните форми са представени от проломи, всечени меандри, речни тераси, а акумулативните – от наносни конуси в подножията. Денудационни заравнености има и в останалите планини.

## Води
От Средногорието водят началото си много реки. Реките, протичащи през Средногорие, образуват проломи – Урвичкият на река Искър (между Плана и Лозенска планина), на река Тополница (между Ихтиманска и Същинска Средна гора) и между Същинска и Сърнена гора. Витошките високопланински реки са с ясно изразен пролетен максимум на оттока поради интензивното снеготопене и валежите през този сезон. В западните и в централните части на Средногорието (без Сърнена гора) реките са с раннопролетен максимум на оттока, обусловен от слабото снегозадържане. В Сърнена гора и в най-източните части на областта реките са с типичен дъждовен режим и той следи хода на валежите. Летните прииждания на реките причиняват наводнения.

## Флора и фауна
В най-ниския височинен пояс е разпространен дъбът. С увеличаване на надморската височина, при по-влажен и по-студен климат се е развила буковата растителност. Над нея е иглолистната растителност – ела, смърч, бяла мура. Иглолистните растителни видове са представени във Витоша. Във Витоша са разположени резерватите „Торфено бранище“ и „Бистришко бранище.